# Arnoldo Barnaba d'Angoulême
Arnoldo Barnaba Tagliaferro, conte d'Angoulême, di Périgord e di Agen (... – 960 circa), fu conte d'Angoulême, di Périgord e di Agen dal 950 fino alla sua morte.

## Origine
Sia secondo il monaco e storico, Ademaro di Chabannes, che secondo la Historia Pontificum et Comitum Engolismensis, Arnoldo Barnaba era il figlio maschio primogenito del conte d'Angouleme di Périgord e di Agen, Bernardo e della moglie, Berta, come ci viene confermato dal Cartulaire du prieuré de Saint-Pierre de la Réole, di cui non si conoscono gli ascendenti.
Sia secondo il monaco e storico, Ademaro di Chabannes, che secondo la Historia Pontificum et Comitum Engolismensis, Bernardo di Périgord era l'unico figlio del conte di Périgord e di Agen, Guglielmo I e della moglie, Regelinda, la figlia del conte di Quercy, conte di Tolosa e anche conte di Rouergue, Raimondo I e della moglie, Berta.
,

## Biografia
Arnoldo Barnaba viene citato per la prima volta in un documento del Cartulaire du prieuré de Saint-Pierre de la Réole, secondo il quale, suo padre, Bernardo restituì ai frati l’abbazia di Saint-Sour de Genouillac, col consenso della moglie, Berta (uxore mea, nomine Berta) e dei figli di primo letto, Arnaldo Barnaba, Guglielmo, Gauberto e Bernardo (Guillelmo videlicet, atque Gausberto, seu Arnaldo, et Bernardo).
Verso il 940, secondo il documento n° I del Instrumenta sarlatensis Ecclesiae, suo padre, Bernardo fece restaurare l'abbazia di Sarlat, con il consenso della seconda moglie, Garsenda, e Arnoldo Barnaba fu tra coloro che controfirmarono l'atto di donazione.
Suo padre, Bernardo, secondo la Historia Pontificum et Comitum Engolismensis, collaborava col cugino  Guglielmo II detto Tagliaferro, conte d'Angouleme; infatti, verso il 942, Guglielmo, secondo il documento n° 222 del Le cartulaire de Saint-Cybard, fece la donazione di una proprietà all'Abbazia di San Cybard e l'atto di donazione fu controfirmato sia da Bernardo (Bernardi comitis), che da Arnoldo Barnaba (Arnaldi filii sui, comitis); in quello stesso periodo, Guglielmo riconobbe la donazione nel suo testamento che fu convalidato anche dal cugino, Bernardo ed il figlio, Arnoldo Barnaba (Bernardus comes, Arnoldus filius Bernardi).
Guglielmo II detto Tagliaferro morì verso il 945 e fu tumulato nell'Abbazia di San Cybard.
Ancora secondo Ademaro di Chabannes, gli succedette Bernardo, già conte di Périgord, e dopo di lui furono conti di Angouleme quattro dei suoi figli.
Non si conosce la data esatta della morte di Bernardo, avvenuta verso il 950.
Gli succedette il figlio Arnaldo Barnaba, sia in Angouleme, che in Périgord.
Di Arnaldo Barnaba non si hanno molte notizie; morì senz'altro prima del fratello, Guglielmo, che morì il 6 agosto 962. Sia Ademaro di Chabannes, che la Historia Pontificum et Comitum Engolismensis ci confermano che fu sepolto nell'Abbazia di San Cybard, Angoulême.
Ad Arnaldo Barnaba succedette il fratello, Guglielmo III, sia in Angouleme, che in Périgord.

## Matrimonio e discendenza
Arnaldo Barnaba aveva sposato Aldealende, di cui non si conoscono gli ascendenti e dalla quale non ebbe figli.

### Fonti primarie
- (LA)  Gallia christiana, in provincias ecclesiasticas distributa, tomas II.
- (LA)  Le Cartulaire du prieuré de Saint-Pierre de la Réole.
- (LA)  Ademarus Engolismensis, Historiarum Libri Tres.
- (LA)  Le cartulaire de Saint-Cybard.
- (LA)  Historia Pontificum et Comitum Engolismensis.

### Letteratura storiografica
- Louis Halphen, Francia: gli ultimi Carolingi e l'ascesa di Ugo Capeto (888-987), in «Storia del mondo medievale», vol. II, 1979, pp. 636–661